# Mont Ébal
Le mont Ébal  (en arabe جبل عيبال Jabal ‘Aybāl ; en hébreu הר עיבל Har ‘Eival) est une colline de Samarie, en Cisjordanie (Territoires palestiniens occupés). Son sommet s'élève à 940 mètres et il fait face au mont Garizim. La ville palestinienne de Naplouse, l'ancienne Sichem, se trouve dans la vallée entre les deux monts.
D'après la Bible, un lieu de culte israélite est bâti le mont Ébal après l'entrée des Hébreux en Terre promise, selon le Livre de Josué. Le site archéologique est découvert en 1980 par l'archéologue Adam Zertal, qui y conduit cinq campagnes de fouilles entre 1982 et 1989.

## Dans la Bible
Le mont Ébal est cité pour la première fois dans le Deutéronome, au moment de l'Exode, comme un lieu sur lequel les fils d'Israël devront prononcer des malédictions (Deut. 11.29). Des pierres enduites de chaux sur lesquelles la Loi de Moïse est inscrite doivent y être dressées (Deut. 27.1-3). C'est après sa victoire sur la ville d'Aï que Josué y dresse un autel pour le Dieu d'Israël :
- Josué 8.30 :  « Alors Josué bâtit un autel à l'Éternel, le Dieu d'Israël, sur le mont Ébal ; comme Moïse, serviteur de l'Éternel, l'avait commandé aux enfants d'Israël, ainsi qu'il est écrit dans le livre de la loi de Moïse : un autel de pierres brutes, que l’on n’avait point taillées avec le fer ; ils y offrirent des holocaustes à l'Éternel, et présentèrent des sacrifices de reconnaissance. Et il écrivit là, sur les pierres, une copie de la loi de Moïse, que celui-ci avait écrite devant les enfants d'Israël. »

## Le site archéologique
A. Zertal divise le site en deux couches archéologiques, les deux appartenant au Fer I. La plus ancienne daterait du XIIIe siècle av. J.-C., et la deuxième de la première moitié du XIIe. Alors que la datation de la strate récente semble bien établie, sur la base de poteries distinctes et de scarabée de style égyptiens facilement datables, l'ancienneté de la première reste une question ouverte.
Les poteries trouvées sur le site suggèrent un lien entre les deux époques, bien qu'il y ait une évolution. 20 % des poteries sont typiques de la région de Manassé. Ce type apparaît au début du XIIIe siècle et disparaît à la fin du XIIe siècle. On le retrouve légèrement plus tôt dans des villages de Transjordanie comme Tell Deir 'Alla, ce qui pourrait montrer un mouvement d'est vers ouest de la population,.

### Site ancien
Un téménos délimite un jardin au milieu duquel se trouve un cercle de pierre, construit au niveau de la roche, d'à peu près deux mètres de diamètre, rempli d'un fin matériau jaune non identifié, sur lequel se trouvent des cendres et des os d'animaux. D'après Amihaï Mazar, les os d'animaux indiquent un lieu de culte. Deux scarabées égyptiens datant du milieu du XIIIe siècle sont trouvés.

### Site récent
Un nouveau mur d'enceinte est construit, laissant une large entrée faite de trois larges marches. Une nouvelle structure est érigée par-dessus l'ancienne. Il semble y avoir une continuité dans l'utilisation des deux structures. La partie principale est un bâtiment rectangulaire de 7 mètres sur 9 (constitué de pierres non taillées) et dont les angles sont orientés vers les quatre points cardinaux. C'est un espace clos, sans porte, qui devait atteindre 2 ou 3 mètres de hauteur. On accède à son sommet par une rampe construite au sud-ouest, qui sépare deux petites cours pavées au pied du bâtiment principal. L'espace clos délimité par les quatre murs n'a pas de plancher et recouvre le cercle de pierre de l'ancien site. Il est rempli de terre, de cendres, de débris de poteries et de près de 2 800 fragments d'os d'animaux (uniquement des moutons, des chèvres, des bœufs et des daims) y furent recueillis lors des fouilles.
Un archéologue en visite suggère que le contenu de l'espace clos puisse être la clé d'interprétation du bâtiment. L'analyse des os montre qu'il s'agit de jeunes veaux, agneaux, chevreaux et faons incinérés, tous mâles et âgés de moins d'un an. La rampe d'accès est typique des lieux de cultes décrits dans la Bible et la Mishnah.
Il peut s'agir d'un autel dans lequel des sacrifices d'animaux étaient pratiqués. C'est la thèse défendue par A. Zertal, responsable des fouilles, qui affirme que l'autel était sans doute utilisé par les israélites. L'étude des ossements permet en effet de conclure qu'il s'agit exclusivement d'animaux conformes aux pratiques religieuses israélites. Cela témoigne, selon la spécialiste Liora Horowitz, « d'une économie pastorale, basée sur l'élevage du petit bétail, et dans une moindre mesure du gros. La proportion importante d'animaux chassés concorde avec l'hypothèse d'une société nomade ou semi-nomade. »

#### Une tour de guet?
Le professeur Aharon Kempinski voit plutôt dans cette structure une ferme et sa tour de garde. Zertal lui répond que la possibilité d'une ferme est à rejeter par l'analyse des fouilles. La probabilité d'une tour est faible aussi, car la structure n'est pas posée au sommet de la colline et la visibilité depuis sa position est limitée. De plus, sa construction ne correspond pas à celle d'autres tours avérées. Le fait qu'il n'y ait pas de porte pour y entrer et la présence importante d'os et cendres dans son enceinte ne soutiennent pas l'hypothèse de la tour de guet.